# ATP Challenger Lugano
Das ATP Challenger Lugano (seit 2021: Challenger Città di Lugano, zuvor von 1999 bis 2010: BSI Challenger Lugano) ist ein jährlich stattfindendes Tennisturnier in Lugano. Es gehört zur zweithöchsten Spielklasse im Tennissport, zur ATP Challenger Tour. 
Von 1999 bis 2010 fand das Turnier auf dem Gelände des Tennis-Clubs Lido Lugano statt und wurde im Freien auf Sand gespielt. Seit 2021 wird das Turnier in der Halle auf Hartplatz ausgetragen.
Rekordtitelträger im Einzel sind der Schweizer Stan Wawrinka und der Finne Otto Virtanen, die das Turnier jeweils zweimal gewinnen konnten. Im Doppel gewann der Italiener Giorgio Galimberti das Turnier insgesamt dreimal, er ist somit der erfolgreichste Spieler der Geschichte des Turniers.

## Liste der Sieger

### Einzel
| Jahr                         | Sieger            | Finalgegner            | Ergebnis        |
| ---------------------------- | ----------------- | ---------------------- | --------------- |
| 2025                         | Borna Ćorić       | Raphaël Collignon      | 6:3, 6:1        |
| 2024                         | Otto Virtanen (2) | Daniel Masur           | 6:74, 6:4, 7:63 |
| 2023                         | Otto Virtanen (1) | Cem İlkel              | 6:4, 7:65       |
| 2022                         | Luca Nardi        | Leandro Riedi          | 4:6, 6:2, 6:3   |
| 2021                         | Dominic Stricker  | Witalij Satschko       | 6:4, 6:2        |
| 2011–2020: nicht ausgetragen |                   |                        |                 |
| 2010                         | Stan Wawrinka (2) | Potito Starace         | 6:72, 6:2, 6:1  |
| 2009                         | Stan Wawrinka (1) | Potito Starace         | 7:5, 6:3        |
| 2008                         | Luis Horna        | Nicolas Devilder       | 7:61, 6:1       |
| 2007                         | Werner Eschauer   | Jiří Vaněk             | 6:4, 4:6, 7:62  |
| 2006                         | Olivier Patience  | Guillermo García López | 6:4, 6:1        |
| 2005                         | Albert Montañés   | Flávio Saretta         | 7:5, 6:74, 7:65 |
| 2004                         | Álex Calatrava    | Jérôme Haehnel         | 6:2, 6:3        |
| 2003                         | Diego Moyano      | Álex Calatrava         | 6:4, 1:6, 7:64  |
| 2002                         | Guillermo Coria   | Giorgio Galimberti     | 6:3, 6:0        |
| 2001                         | Jiří Vaněk        | Juan Antonio Marín     | 6:2, 6:3        |
| 2000                         | David Sánchez     | Attila Sávolt          | 6:3, 6:2        |
| 1999                         | Michal Tabara     | Ronald Agénor          | 6:7, 6:4, 6:2   |

### Doppel
| Jahr                         | Sieger                                            | Finalgegner                          | Ergebnis           |
| ---------------------------- | ------------------------------------------------- | ------------------------------------ | ------------------ |
| 2025                         | Cleeve Harper David Stevenson                     | Jakub Paul David Pel                 | 4:6, 6:3, [10:8]   |
| 2024                         | Sander Arends Sem Verbeek                         | Constantin Frantzen Hendrik Jebens   | 6:79, 7:61, [10:8] |
| 2023                         | Zizou Bergs David Pel                             | Constantin Frantzen Hendrik Jebens   | 6:2, 7:66          |
| 2022                         | Ruben Bemelmans Daniel Masur                      | Jérôme Kym Leandro Riedi             | 6:4, 6:75, [10:7]  |
| 2021                         | Andre Begemann Andrea Vavassori                   | Denys Moltschanow Serhij Stachowskyj | 7:611, 4:6, [10:8] |
| 2011–2020: nicht ausgetragen |                                                   |                                      |                    |
| 2010                         | Frederico Gil Christophe Rochus                   | Santiago González Travis Rettenmaier | 7:5, 7:63          |
| 2009                         | Johan Brunström Jean-Julien Rojer                 | Pablo Cuevas Sergio Roitman          | kampflos           |
| 2008                         | Rameez Junaid Philipp Marx                        | Mariano Hood Eduardo Schwank         | 7:67, 4:6, [10:7]  |
| 2007                         | Sanchai Ratiwatana Sonchat Ratiwatana             | Jean-Claude Scherrer Lovro Zovko     | 6:4, 6:4           |
| 2006                         | Giorgio Galimberti (3) Oliver Marach              | Leonardo Azzaro Sergio Roitman       | 7:5, 6:3           |
| 2005                         | Enzo Artoni Juan Pablo Brzezicki                  | Mariusz Fyrstenberg Robert Lindstedt | 4:6, 6:2, 6:2      |
| 2004                         | Emilio Benfele Álvarez (2) Giorgio Galimberti (2) | Enzo Artoni Ignacio González King    | 6:4, 6:3           |
| 2003                         | Juan Balcells Juan Albert Viloca                  | Álex López Morón Andrés Schneiter    | 6:4, 6:4           |
| 2002                         | Emilio Benfele Álvarez (1) Giorgio Galimberti (1) | Christian Kordasz Kim Tiilikainen    | 4:6, 7:6, 6:2      |
| 2001                         | Steven Randjelovic Attila Sávolt                  | Bobbie Altelaar Shaun Rudman         | 6:2, 7:64          |
| 2000                         | Vadim Kutsenko Oleg Ogorodov                      | Francisco Costa Tobias Hildebrand    | 4:6, 7:63, 6:0     |
| 1999                         | Michal Tabara Radomír Vašek                       | Daniel Melo Antonio Prieto           | 6:2, 3:6, 6:3      |